# Polystichum longifrons
Polystichum longifrons är en träjonväxtart som beskrevs av Kurata. Polystichum longifrons ingår i släktet Polystichum och familjen Dryopteridaceae. Inga underarter finns listade.